# カバラティ
カバラティ（マラヤーラム語: കവരത്തി、ヒンディー語: कवरत्ती、英語: Kavaratti）はインドのラクシャドウィープ連邦直轄領の町である。
人口約1万人（2001年）。
カヴァラティ、カヴァラッティーとも表記する。

## 地理
ケーララ州の海岸沖のアラビア海に浮かぶラクシャドウィープ諸島の一つ。
平均海抜0m。コーチからの距離が440㎞であり、最も近接するインド本土の大都市である。気候は熱帯モンスーン気候である。3月から5月が熱期である。年間の気温は25℃～35℃であり、湿度は70～76％である。5月末から9月初旬が雨季である。平均の年間降水量は1600㎜である。

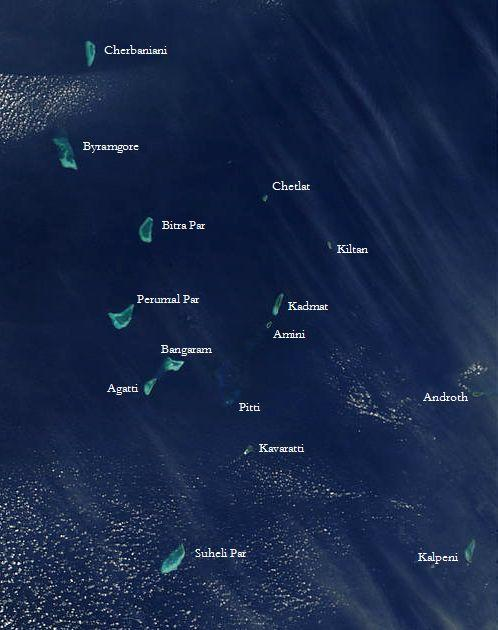
ラクシャドウィープの衛星写真

## 交通
インド本土からの最も一般的な交通手段は、コーチからの旅客船による船中一泊の旅である。